# タイトでキュートなヒップがシュールなジョークとムードでテレフォンナンバー
『タイトでキュートなヒップがシュールなジョークとムードでテレフォンナンバー』は、日本のシンガーソングライター・宮本浩次によるデビューシングル。1996年1月21日にEpic/Sony Recordsよりリリースされた。

## 概要
本楽曲は、当時「日本で最も長いタイトルのシングル曲」として話題を呼んだ。タイトルのユニークさに加え、歌詞の中にも都会的でシュールなイメージが散りばめられており、宮本の独特なポップセンスが光る作品となっている。

## 歌詞とテーマ
歌詞は、嘘つきなLadyビーナスや殺人女性ドライバーなど、個性的で幻想的なキャラクターが登場し、都会の夜を舞台にした物語が展開される。
タイトでキュートなヒップというフレーズは、主人公の女性像を象徴するアイコンとして描かれており、ムードとジョークが交錯する世界観が印象的である。

## 収録曲
| 全作詞・作曲: 宮本浩次、全編曲: 佐久間正英。 |                                                                              |          |            |
| #                                            | タイトル                                                                     | 作詞     | 作曲・編曲 |
| 1.                                           | 「タイトでキュートなヒップがシュールなジョークとムードでテレフォンナンバー」 | 宮本浩次 | 宮本浩次   |
| 2.                                           | 「いつも二人で」                                                             | 宮本浩次 | 宮本浩次   |

## 評価と影響
リリース当時、FM802やFM-NIIGATAなど複数のラジオ局でパワープレイに選ばれ、スペースシャワーTVでも「POWER RUSH!」として取り上げられた。その後もライブでの演奏やファンの間で根強い人気を誇る楽曲となっている。